# 阿克萨群众起义
阿克薩群众起义（阿拉伯语：‎，羅馬化：Intifāḍat al-ʾAqṣā；希伯來語：‎，羅馬化：Intifādat El-Aqtzah），又称第二次巴勒斯坦大起义，是从2000年9月开始爆发的巴勒斯坦与以色列之间的冲突。许多巴勒斯坦人将它看作是反抗外族占领的解放战争，而以色列则认为它是一个恐怖运动。
在大起义爆发前以色列国防军将这些冲突事件称为“潮汐事件”（‎）。至今为止以色列国防军内部依然使用这个代号。
认为这场起义是奥斯陆协议中以色列对巴勒斯坦人做出的妥协的结果的人也称之为“奥斯陆战争”（‎），认为这次起义是巴勒斯坦领导人阿拉法特发动的人则称之为“阿拉法特战争”。阿拉法特是第一个称之为阿克薩群众起义的人。有人认为阿拉法特发动了这场起义来分散他自己在奥斯陆协议中的责任以及他本人拒绝了以色列的妥协建议。原巴勒斯坦民族权力机构的通讯部长说：“在戴维营阿拉法特主席拒絕了美国总统比爾·克林頓和美国提出的条件回来后就已经计划了（这场起义）。”米歇尔委员会后来也分析认为“沙龙（对圣殿山）的访问没有导致阿克薩群众起义，”而这场冲突是巴勒斯坦领导人计划的。
在2005年沙姆沙伊赫首脑会议结束后，巴勒斯坦总统马赫姆得·阿巴斯和其它巴勒斯坦武装组织同意会议达成的协议。2005年武装冲突比较少，因此许多人认为实际上这次起义已经结束。亚西尔·阿拉法特死后巴勒斯坦政府的政策的改变和以色列单方面从加沙地带和撒馬利亞撤军也带来了一定的缓和。
从2000年至2007年在整个冲突中的死亡人数（包括军人和平民）估计为4901名巴勒斯坦人和1027名以色列人，不过有人指责这个数字没有区别作战人员和平民。从2000年9月至2004年1月36.2%被杀的巴勒斯坦人是非作战人员被误杀，77.6%被杀的以色列人士是被炸弹炸死或被伏击杀害的平民。巴勒斯坦受害者中至少有215人是被其他巴勒斯坦人杀害的，其中118名被怀疑与以色列合作。此外63名外国人受害（53名被巴勒斯坦人杀害，10名被以色列军队杀害）。

## 前事
奥斯陆协议规定巴勒斯坦解放组织停止武裝斗争，而以色列则逐步从加沙地带和约旦河西岸地区撤军。通过建立巴勒斯坦民族权力机构，巴勒斯坦人逐步自主管理以色列撤军后的地区。但是巴以双方对对方执行奥斯陆协议的效果都非常失望。在奥斯陆协议签署后的五年中，双方因为冲突而死亡的人数比此前甚至还有增加。
1995年伊扎克·拉宾被刺杀后，希蒙·佩雷斯接任以色列总理，1996年總理大选中，右派的利库德集团候选人本雅明·内塔尼亚胡宣称，以色列要复合巴勒斯坦民族权力机构履行每个按照奥斯陆协议规定的防止武力的措施，进而创造继续进行和平过程的条件，来重建以色列的安全，内塔尼亚胡因此获得大选胜利。内塔尼亚胡继续在以色列占领的加沙地带和西岸地区扩建以色列殖民區的政策。虽然在奥斯陆协议中没有明文规定禁止在居民点内进行建筑工程，但是许多巴勒斯坦人认为这个行动有违奥斯陆协议的精神。
有人宣称阿拉法特和巴勒斯坦民族权力机构预先计划了这次起义。一般这里引用当时巴勒斯坦通讯部长的话说阿拉法特从2000年戴维营首脑会议回到巴勒斯坦后就开始计划这次起义了。他说这次起义“是在亚西尔·阿拉法特在戴维营谈判上拒绝美国条件回来后精心策划的。”大卫·萨缪尔引用原巴勒斯坦民主解放阵线军事指挥官说阿拉法特“对我们说，我们要战斗，我们必须准备好。”。尤素夫·波丹斯基写道：

克林顿的建议……包括明文规定保障犹太人访问圣殿山上及其周围和在那里祈祷的权利……，假如沙龙相信犹太人可以自由到圣殿山的话，那么以色列的宗教和民族右派就没有阻止和平过程的理由了。沙龙表示要拜訪圣殿山后，巴拉克命令其安全总局局长与贾布里勒·拉米会晤来达成一个安静的、友好的访问……拉米表示只要沙龙不进入清真寺或者公开祈祷的话这次访问会是安静的……出于谨慎起见巴拉克又亲自与阿拉法特接触，他又一次获得保障说只要沙龙不企图进入圣清真寺其访问会是安静的……一群巴勒斯坦代表和三名以色列國会成员来抗议沙龙的访问。这些代表在安全的距离上观看，一群年轻人开始扔石头，并试图越过以色列安全人员冲到沙龙及其随行人员身边……虽然如此沙龙的行动是安静的和体面的。他没有祈祷，没有讲话，也没有做任何可能被看作是侵犯穆斯林敏感的事情。直到他在石雨下回到哭墙附近时他依然保持冷静。“我作为一个相信犹太人和阿拉伯人可以共存的人来，”沙龙对等待的记者说。“我相信我们可以一起建设和发展。这是一个和平访问。一名以色列犹太人来到一个对犹太人来说神圣的地方是挑衅吗？”

2000年5月以色列从黎巴嫩撤兵后一巴勒斯坦解放组织官员对记者说：“我们很乐观，真主党的反抗可以成为其他决定重获他们的权利的阿拉伯人的榜样。
2000年9月13日开始阿拉法特的法塔赫组织开始对以色列军队和平民进行了一系列攻击，违反了奥斯陆协议。同时以色列巴勒斯坦媒体观察机构指责巴勒斯坦官方电视台的广播从2000年夏戴维营会晤失败后越来越极端。
据米歇尔委员会的报告说以色列政府保障

暴力的直接催化剂是2000年7月25日戴维营协商的破裂以及“国际社群广泛认为的巴勒斯坦对这次挫败的责任”。从此而看巴勒斯坦暴力是由巴勒斯坦民族权力机构领导人策划的，其目的在于“通过由此导致和挑衅形成的巴勒斯坦伤亡来重新获得其外交主动权。”

同报告说巴勒斯坦解放组织否认起义是策划的，说“戴维营显示出了以色列试图通过谈判扩张其力量。”报告说：

从巴勒斯坦解放组织的角度出发以色列对骚扰的反应过激，他们使用致命力量对付抗议者。从巴勒斯坦解放组织的观点出发这个行为反映了以色列对巴勒斯坦人生命安全的估价。在巴勒斯坦人眼中9月30日在加沙躲在他父亲身后被枪杀的穆罕默德·阿尔-杜拉加深了这个观点

米歇尔报告基于一个仔细的调查，其结论是沙龙的访问不是阿克萨群众起义的导致原因，但这次访问的时间非常不恰当，它肯定有挑衅的效果。报告结论道：

因此我们没有理由结论说巴勒斯坦民族权力机构蓄意策划抓紧任何机会来发动暴力运动，我们也无法结论说以色列政府计划使用致命武力作为反应。

## 时间表

### 2000年
9月27日大卫·比里（David Biri）中士被杀，一些以色列文献将此事件看作是起义的开始。其它资料则将9月28日沙龙对圣殿山的访问看作是启动事件。也有人认为阿克萨群众起义是在沙龙访问一天后穆斯林的祈祷日里，巴拉克下令强大的和威胁性的警察和军队布岗开始的。

#### 沙龙访问圣殿山
9月28日以色列反对党党魁阿里埃勒·沙龙带领一个利库德集团代表团，在数百以色列防暴警察的保护下访问了耶路撒冷老城的圣殿山。圣殿山是犹太教最神圣的地方，同时对于大多数穆斯林来说也是伊斯兰教第三神圣的圣地。沙龙访问圣殿山的理由是以色列考古学家抱怨穆斯林宗教权力机构破坏了当地的考古遗迹，将一个估计是索罗门的马圈改造为一座清真寺。
沙龙的访问被官方公布，此前获得了多名（包括阿拉法特）巴勒斯坦官员的批准。不过在访问前就已经在双方均有人抗议了，原因是沙龙本人受争论的政治观点。巴勒斯坦人指责他的访问以及他的武装的保镖是一个挑衅和侮辱。批评者说沙龙知道他的访问会导致暴力，认为他的访问是政治性的。
2001年2月沙龙在提前舉行的總理选舉中获得巨大胜利，出任以色列總理。

#### “十月暴乱”
以色列将2000年10月的暴乱称为“2000年10月暴乱”，而一些犹太人则称之为“犹太新年阿拉伯人袭击”，原因是这次暴乱正好是在犹太历5761年的新年前爆发的。他们称阿拉伯人“使用这次访问来做为这场计划的暴乱的理由，来逃避他们在2000年7月的戴维营首脑会议上的责任”。一些巴勒斯坦官员承认这个指责。阿拉伯人则认为沙龙的访问是对圣殿山上阿克萨清真寺的攻击，因此这次起义被阿拉伯人称为阿克萨群众起义。
9月29日周五祈祷后在耶路撒冷老城爆发了巨大的暴乱，在这场暴乱中一些巴勒斯坦人丧生。同日在西岸地区也爆发了抗议和暴乱。在跨奇亚一名巴勒斯坦警察开枪杀死了与他一起巡查的以色列警察。此后几天里在西岸和加沙到处爆发抗议。
10月以色列的阿拉伯人堵塞了主要交通道路，在银行和商店里放火，袭击犹太人。一名犹太人开车时有人对他投石导致其车祸丧生。
以色列警察出动防暴部队试图控制暴乱，他们对暴乱者使用橡皮子弹、后来在一些情况下使用真枪实弹，并布置阻击部队。这导致12名以色列阿拉伯人和一名巴勒斯坦人丧生。此后群集的人散开，秩序被重建。
作为对以色列阿拉伯人暴乱的反应数千以色列犹太人在拿撒勒和特拉维夫也进行暴乱，一些向阿拉伯人扔石头，破坏阿拉伯人财产，呼“打死阿拉伯人”的口号。两名阿拉伯人被杀。《国土报》的社论说当年的“贖罪節将以暴力、以色列内部犹太人对阿拉伯人的种族暴力而留在记忆中。”
10月12日两名以色列预备队人员进入拉姆安拉后被巴勒斯坦警察拘留。愤怒的巴勒斯坦人冲入警察局，将以色列士兵打死，将他们残破的尸体扔到街上。一个意大利电视摄像组将整个经过录像播放。整个过程之残暴震惊以色列，同时受到巴勒斯坦领导人的谴责。马尔万·巴尔古提说“这是无法理解的一举，人人必须谴责它。”看到这场事件的一名英国记者说“我知道他们不全这样，我本人是一个非常宽容的人，但是我永远不会原谅这件事。这是最野蛮的谋杀。我只要想到它我就会看到那个人完全残破的头。我知道我一生都会做恶梦。”。英国广播公司称“这些人的惨死—被完整地记录在电视上—会对以色列和世界人民留下长久的影响。”
作为对这个事件的反应以色列发动了一系列针对巴勒斯坦权力机构的报复性空袭。在起义爆发的六天内暴力迅速升级。以色列军队和警察共杀害61名巴勒斯坦人，并有2,657人受伤。
随着暴力的爆发，在以色列内部犹太人公民与阿拉伯人公民之间的关系极其紧张，阿拉伯人公民与警察之间的不信任也非常大。以色列最高法院领导的一个研究委员会在回顾这场暴动时发现警察对对付这类暴力事件的准备非常差，高级警官的指挥有误。委员会谴责了埃胡德·巴拉克总理并建议当时的内务部长本·阿米辞职。委员会也谴责阿拉伯领导人和议会成员兴风作浪，加剧了暴乱的程度。

### 2001年
在2001年2月提前舉行的的以色列总理大选中，利库德集团的阿里埃勒·沙龙战胜了以色列工党的埃胡德·巴拉克。
2001年5月7日以色列海军特攻队在公海上截获了去往巴勒斯坦权力机构控制的加沙地带的圣托里尼号货船发现船上载有武器。以色列调查指控这批武器是艾哈迈德·贾比尔的巴勒斯坦组织解放巴勒斯坦人民阵线总指挥部购买的。该船连同其货物的总价值估计为1000万美元。据称船员打算将武器密封在木桶中卸在加沙地带的海岸上，让巴勒斯坦权力机构自己来取。
6月1日一名哈马斯自杀攻击者在特拉维夫海滨的一舞厅里引爆了一枚炸弹，导致21名以色列人（大多数是高中生）被杀。这次攻击大大阻扰了美国进行停火谈判的企图。

### 2002年
2002年1月以色列海军突攻队截获了可能打算从伊朗向巴勒斯坦武装力量提供武器的一艘船只。研究证明巴勒斯坦民族权力机构的高级官员参加这次偷运。以色列称阿拉法特也参与了此事。美国喬治·沃克·布殊政府同意次观点。
一股针对以色列的自杀攻击引发了以色列的军事反击。在这些自杀攻击中最严重的是在那塔尼亚一饭店发生的导致30名平民丧身，使得2002年4月成为这次大起义中流血最高的月份（130多名以色列人，大多数平民，被杀）。以色列发动了防御盾牌行动。这次行动捕获了多名巴勒斯坦武装组织成员，并缴获了他们的武器和装备。
联合国估计从3月1日至5月7日以色列重占巴勒斯坦地区期间497名巴勒斯坦人被杀，1447人受伤。在示劍估计有70至80名巴勒斯坦人丧身，其中包括约50名平民，四名以色列军人在那里被杀。
在杰宁的战斗尤为激烈：32名巴勒斯坦武装人员、22名巴勒斯坦平民和23名以色列士兵在战斗中丧生。对双方来说这场战斗依然是一个焦点。当时有人指责以色列军队在难民营内行动时屠杀了数千巴勒斯坦人。后来国际组织的调查证明这个指责是错误的。难民营内的死亡人数在55名以下。
从4月2日至5月10日法塔赫组织的武装人员与以色列国防军在伯利恆的圣诞大教堂发生拉锯战。虽然双方均同意对圣地进行保护，但是这场拉锯战无法短期结束。最后以色列狙击手枪杀教堂内七人，打伤40多人。最后在38天后，13名被以色列辨认为恐怖分子的巴勒斯坦武装人员被遣送欧洲，这样才结束了这场拉锯战。

### 2003年
以色列情报机构关于阿拉法特向阿克萨烈士旅支付两万美元的报告发表后美国要求巴勒斯坦民族权力机构进行民主改革，以及指明与阿拉法特无关的人为总理。2003年3月13日在美国压力下阿拉法特任命比较缓和的马赫姆得·阿巴斯为巴勒斯坦总理。
阿巴斯受命后美国政府强烈推动中东四重奏（Quartet on the Middle East）提出的解决以巴冲突的和平进展图（Road map for peace）的计划。这个计划的步骤包括解散武装组织、停止居民点建设和建立一个民主和平的巴勒斯坦国家。这个计划的第一期要求巴勒斯坦权力机构镇压游击战和恐怖袭击，没收非法武器。由于阿巴斯不愿或者无力对抗武装组织，不愿导致内战的危险，他试图与武装组织达成一个暂时的停火协议，请求他们停止对以色列平民的袭击。
5月20日以色列海军特攻队又截获了一艘从黎巴嫩驶往加沙地带的船只，船上装有火箭、武器和弹药。八名船员被捕，其中包括一名高级真主党成员。
6月哈马斯和巴勒斯坦伊斯兰圣战组织宣布单方面在此后45天内停火。虽然此后这段时间里暴力减少，但是还是发生了数起针对以色列平民的自杀袭击和以色列针对巴勒斯坦武装人员的行动。
一次比较挑衅性的行动是以色列坦克和装甲车入侵示劍外的一个难民营，杀死四人（两人为武装分子）。附近的巴勒斯坦人称一支扮装为巴勒斯坦工人的以色列检查部队在一名哈马斯领导人离开清真寺时对他开火。以色列反恐怖警察部队雅马姆称警察在要逮捕他时他对警察开火。
8月19日哈马斯在耶路撒冷的一辆拥挤的汽车里进行了一次自杀袭击，23名以色列人丧身，其中七名是儿童。哈马斯称这是为一周前被杀的五名巴勒斯坦人的报复。美国和以色列媒体均将这次炸弹袭击事件看作是停火的结束。
这次袭击后以色列国防军被授命杀死或逮捕所有希伯伦和加沙地带的哈马斯领导人。这次袭击的所有策划人全部被杀或被捕，希伯伦的哈马斯领导被重创。在示剑、杰宁和图勒凯姆施行严格宵禁。在示剑的宵禁长达100多天。以色列民政府的推土机在西岸地区摧毁了60多个店铺，因为它们没有获得营业执照。巴勒斯坦人则认为以色列施行宵禁和破坏民产是对无辜的巴勒斯坦人进行集体惩罚。
由于他觉得无法在阿拉法特手下有效工作，2003年9月阿巴斯辞职。阿赫麦德·库赖被任命为巴勒斯坦总理。以色列政府放弃了通过协商达成和平的希望，开始单方面执行分隔以色列和巴勒斯坦地区的政策。他们开始建造以色列西岸障碍。以色列称这个障碍是必须的，来防止巴勒斯坦袭击者进入以色列城市。巴勒斯坦人称这个障碍分割了巴勒斯坦村落，而且是为以色列占据巴勒斯坦地区造成事实。
10月4日在海法一饭馆发生的一起自杀袭击导致21名以色列人丧身后以色列指责叙利亚和伊朗资助巴勒斯坦伊斯兰圣战组织和真主党，它们也对恐怖袭击负责。这次自杀袭击爆发一天后以色列空军飞机袭击了一个叙利亚境内被看作是前恐怖分子的训练基地（1980年代初已被放弃）。

### 2004年
由于以色列城镇重复遭到从加沙地带发射的卡桑火箭和榴弹的袭击以色列国防军主要在拉法赫活动，寻找和摧毁武装组织从埃及获得武器、弹药、人员、香烟、汽车部件、电子设备、外币、金子、毒品和衣物的偷运地道。从2000年9月到2004年5月他们共发现和摧毁了90条连接埃及和加沙地带的地道。对拉法赫的袭击也导致了许多人流离失所。以色列官方称这些人的家被武装人员占据，因此在战斗中被毁。许多这些房屋是因为以色列的行动被放弃，后来被摧毁的。据人权观察1500座房屋被拆除来在市内设立一个巨大的缓冲区。这些拆除许多“缺乏军事需要”，使得约六万人流离失所。
2004年2月2日以色列总理沙龙宣布将撤出所有加沙地带的犹太人居民点。工党称赞成这个决定，沙龙联合政府中的右翼党派全国宗教党和全国联盟党反对这个计划，它们决定假如这个计划实行的话他们将退出政府。令人吃惊的是奥斯陆协议和日内瓦协议的建筑师和和平倡议者尤西·贝林反对这个计划，他认为没有和平协议就从加沙撤出是对恐怖进行酬报。
沙龙宣布了以色列单边脱离计划后在以色列西岸障碍的一关口和阿什杜德又发生了两起自杀袭击事件（10人死亡）。以色列国防军对加沙进行了一系列袭击（主要是拉法赫和加沙的难民营），杀死约70名哈马斯武装人员。3月22日以色列直升飞机杀死了哈马斯领导人谢赫·艾哈迈德·亚辛。4月17日哈马斯数次试图进行自杀攻击未遂后以色列武装直升飞机又杀死了亚辛的继承人阿卜杜勒·阿齐兹·兰提西。
5月里一系列针对以色列关卡的袭击失败后在加沙地带的战斗严重升级。5月11日和5月12日巴勒斯坦武装人员摧毁了两辆以色列装甲运兵车，杀死13名士兵并对他们毁尸。以色列对加沙进行了两次袭击来截回尸体，在这两次袭击中约20至40名巴勒斯坦人丧身，一个村落的房屋遭到巨大破坏。
5月18日以色列国防军开始了虹行动，其目的在于摧毁拉法赫的恐怖结构、偷运隧道，以及阻止对巴勒斯坦人运送9K32（SA-7）防空飛彈和反坦克武器。行动结束时40名巴勒斯坦武装人员和12名平民被杀，45至56座房屋被毁。行动造成的巨大破坏以及10名抗议者丧身使得这次行动在全世界受到谴责。
9月29日巴勒斯坦一卡桑火箭击中以色列城市斯德洛特，杀害两名儿童后以色列在加沙地带北部发动了又一次行动。这次行动的目的在于解除对斯德洛特的火箭袭击威胁以及杀死发射火箭的哈马斯人员。行动于10月16日结束，造成了巨大的破坏和100多名巴勒斯坦人丧身，其中至少20名小于16岁。一名13岁的小女孩被杀，有人说一名军官蓄意对她的尸体开枪，但是后来这名军官被宣布无罪。据巴勒斯坦医务人员报道以色列军队至少杀死62名武装人员和42名其他巴勒斯坦人，估计是平民。据《国土报》的统计87名武装人员和42名非武装人员被杀。巴勒斯坦难民营遭受的破坏尤其严重。以色列国防军称至少12架卡桑火箭发射机构被摧毁，许多恐怖分子被杀。以色列方面有三人丧身，包括一名平民。
10月21日以色列空军杀死了哈马斯的主要炸弹制造人和卡桑火箭的发明人。
11月11日阿拉法特死于巴黎。
救灾阿巴斯赴叙利亚试图说法巴勒斯坦各派以及哈马斯领导人停止攻击以色列时加沙地带的状态再次恶化。哈马斯表决继续武装斗争，许多卡桑火箭误击在荒野里，一枚反坦克火箭击中古什卡蒂夫的一个幼儿园。
12月9日在埃及和拉法赫边境上五名武器偷运者被杀，两名被捕。同日阿布·萨姆哈达那在从拉法赫去往加沙地带南部汗尤尼斯的路上遭到以色列一无人驾驶飞机发射的导弹的袭击。萨姆哈达那和他的保镖受伤。萨姆哈达那是人民抵抗委员会的两名领导人之一，他是偷运隧道的主要组织人。他据信也是对一前往加沙的美国外交车队进行炸弹攻击的后幕人，这次攻击导致三名美国人丧身。这是以色列第四次试图刺杀萨姆哈达那。
12月10日作为对哈马斯发射榴弹击伤四名以色列人（包括一名八岁的男孩）以色列士兵向汗尤尼斯难民营（榴弹的发射处）开火打死一名七岁的女孩。以色列国防军承认向难民营开火，但说他们对准榴弹发射场。以色列国防军强调他们尽力避免平民伤亡。
12月12日巴勒斯坦人在拉法赫附近埃及边境上的一个以色列哨卡下面点爆了1.5吨炸药，导致数个建筑被毁，其它被损坏。爆炸摧毁了哨卡的一部分，杀死三名以色列士兵。两名武装巴勒斯坦人随后创入哨卡，又枪杀了另外两名以色列士兵。此外总共还有十名以色列士兵受伤。这是阿拉法特死后对以色列军队进行的第一次大规模有组织的进攻。法塔赫的一个新的自称为法塔赫鹰派的组织发言声称为此次袭击负责，并称这是对以色列“毒杀”阿拉法特的报复。

### 2005年
在2005年1月9日进行的巴勒斯坦总统选举中阿巴斯当选为巴勒斯坦民族权力机构总统。他的政策是通过与以色列和平协商来无暴力地达到巴勒斯坦人的目的。他一方面呼吁武装组织停止进攻以色列，另一方面答应保护武装组织人员受到以色列攻击，拒没收他们的武器。
加沙地带的暴力继续。沙龙宣布冻结与巴勒斯坦民族权力机构的任何外交和安全接触。以色列发言人宣称“以色列今天照会国际领导人在阿巴斯采取真正措施停止恐怖行动前与他不进行任何会晤。”这个冻结接触是在阿巴斯当选一周后、就职一天前宣布的。巴勒斯坦发言人萨耶布·埃雷卡特说：“阿巴斯在就职前无法对任何事物负责。”
在国际压力和以色列对加沙地带进行大规模军事行动的威胁下阿巴斯对驻扎在加沙北部的巴勒斯坦警察下令让他们防止对以色列居民点的卡桑火箭和榴弹攻击。虽然对以色列的攻击没有完全停止，但其数量骤减。2月8日在沙姆沙伊赫首脑会议上沙龙和阿巴斯宣布以色列与巴勒斯坦民族权力机构之间停火。在这次在沙姆沙伊赫举行的会议上还有约旦和埃及参加。两人握手。但是哈马斯和巴勒斯坦伊斯兰圣战组织说这个停火对他们的成员无效。以色列继续要求在执行和平进展图的下一步之前恐怖基础必须被破坏。
许多人警告这个停火非常不可靠，进展必须缓慢获得，要观察停火是否能够保持。2月9日至2月10日的晚上25至50枚卡桑火箭和榴弹击中古什卡蒂夫居民点，中午对该居民点又放射了一批进攻。哈马斯说这是为此前在附近地方被以色列杀死的一名巴勒斯坦人的报复。阿巴斯下令巴勒斯坦警察今后停止这样的攻击。他撤销了一名高级警察官员的职务。2月10日以色列安全部队在逮捕了一名来自示剑的、企图在耶路撒冷的公共汽车里进行自杀攻击的巴勒斯坦人。
2月13日阿巴斯与哈马斯和巴勒斯坦伊斯兰圣战组织的领导人谈话要求他们支持他和同意停火。哈马斯的一名高级领导人说“我们对保持安静的态度不变。以色列必须对任何新的破坏和挑衅负责。”
6月中巴勒斯坦各派加剧对斯德洛特的卡桑火箭攻击，导致两名以色列人、两名巴勒斯坦人和一名中国人丧生。这波攻击降低了以色列公众对单方面脱离计划的支持。7月里巴勒斯坦伊斯兰圣战组织和阿克萨烈士旅对以色列的攻击加强。7月12日在那塔尼亚发生的一次自杀攻击导致五人死亡。7月14日哈马斯又开始对加沙地带内外的以色列居民点进行卡桑火箭攻击，杀死一名以色列妇女。7月15日以色列恢复其“定点清除”政策，杀死七名哈马斯成员，轰炸了四个哈马斯设施。继续不断的对以色列居民点的火箭攻击和哈马斯武装成员与巴勒斯坦警察之间的巷战威胁到沙姆沙伊赫首脑会议达成的停火的失败。作为对火箭进攻的反应以色列国防军还开始在加沙地带周围建立武装力量。

### 2006年
2006年1月25日巴勒斯坦舉行立法委员会选举。在132個議席中，哈马斯组织出乎意料地获得了74席多数，法塔赫只获得45席，其它党派以及独立人士获得13席。哈马斯已经正式被美国和欧洲同盟列入恐怖组织。按照其法律恐怖组织不能获得资助。因此哈马斯获得对巴勒斯坦权力机构的控制（即组织政府）威胁到国际对这个机构的资助。
2月4日卡桑火箭击中阿希科伦南部和基布兹，重伤一名七个月的婴儿后以色列空军对巴勒斯坦伊斯兰圣战组织和阿克萨烈士旅的卡桑火箭发射组进行一系列定点清除。
4月17日在特拉维夫一次自杀攻击导致11人死亡，60人受伤。
6月8日阿布·萨姆哈达那和其他三名人民抵抗委员会成员被以色列空袭杀死。
6月9日一个巴勒斯坦家庭的七名成员在加沙的沙滩上被爆炸杀死。爆炸的原因不明。虽然如此哈马斯决定终止它2005年开始的停火，重新开始进攻以色列。巴勒斯坦人指责以色列炮火轰炸加沙地带北部附近地方时造成了这场悲剧，以色列军事调查自己则否认是以色列炮火误杀。
6月25日巴勒斯坦武装人员进攻了一个以色列据点，两名以色列士兵和三名巴勒斯坦武装人员丧命。以色列士兵吉拉德·沙利特(Gilad Shalit)被绑架。以色列警告假如该士兵不被完好归还将立刻实行军事行动。6月28日早以色列空军飞机摧毁了加沙地带的两座重要桥梁和唯一的一座发电厂，实际上摧毁了该地区的整个供电和供水。
由于真主党绑架了两名以色列士兵，杀死其他三名，7月12日以色列内阁下令对黎巴嫩进行“严酷”的报复。

## 战术
冲突双方主要按照其资源和目标来制定自己的战术。虽然双方互不相容，但是民意调查始终表示大多数巴勒斯坦人和以色列人在基本目标上是一致的：一个两个独立国家的解决方法，巴勒斯坦难民有权回到新的巴勒斯坦国（但不能回到以色列）。

### 巴勒斯坦
在巴勒斯坦方面有不同组织介入暴力，比如哈马斯、巴勒斯坦伊斯兰圣战组织和阿克萨烈士旅。它们对以色列进行了一个高强度的游击战和恐怖袭击。它们的主要武器装备是进口的轻武器和自造武器如手榴弹、爆炸式腰带、突击步枪和卡桑火箭。它们还越来越多地使用遥控地雷，尤其装备不良的组织越来越喜欢使用地雷。汽车炸弹常被用来对付“轻装甲”目标如以色列武装吉普车和关卡。
巴勒斯坦人最常使用的战术是自杀攻击，一般为单人或者连环爆炸。一般自杀爆炸对付的是“软”目标（平民）和“轻硬”目标（比如关卡）来提高以色列的战争代价和打击以色列社会的志气。大多数自杀爆炸（但不是全部）是针对平民的，它们往往在以色列城市中最拥挤的地方（比如公共交通、饭店、市场）发生。不像一般人所想象的那样大多数自杀攻击者不是无教育的，他们也不是穷人，一般来说他们比较富裕，而且教育良好。
最近的发展是使用儿童来携带自杀炸弹。不像其它自杀攻击，使用儿童作为自杀攻击武器的做法不但受到美国和人权组织如國際特赦組織的谴责，而且也受到许多巴勒斯坦人和许多中东媒体批评。最年轻的巴勒斯坦自杀攻击者是一名16岁的高中生。最年轻的试图进行自杀攻击的男孩只有14岁，他在一个关卡被发现和被捕，未能造成任何危害。
2002年3月27日以色列在一辆红新月会的急救车里发现了一条爆炸式腰带。一台炸弹拆除机器人当着电视摄影机的面引爆了这枚炸弹。
2004年5月以色列国防部长沙乌尔·穆法兹称联合国近东巴勒斯坦难民救济和工程处的救护车被用来运送以色列士兵的尸体来防止以色列国防军截回其死者。联合国近东巴勒斯坦难民救济和工程处一开始否认其救护车被用来运送武装人员，后来则说其司机受到武装人员威胁，但是否认其救护车装载以色列士兵遗体。
2004年8月以色列称一个高级的爆炸物检查装置在示剑附近的关卡发现巴勒斯坦救护车运输爆炸物。

### 以色列
以色列拥有一支训练有素且装备精良的武装力量，其强大的指挥中心也建立了一套注重在城市地区进行巷战的战术。以色列国防军非常重视其部队的安全，使用装甲非常强的装备如梅卡瓦主战坦克、不同的军用飞机包括F-16戰隼戰鬥機、无人机和武装直升飞机。在城市地区使用这些装备往往会导致平民受损。以色列从加沙撤出前他们使用很多阻击手高塔，在西岸地区这个方式越来越多使用。重装甲的推土机常被用来引爆詭雷和简易爆炸装置，以及用来破坏埃及边境上用来对以色列军队开火的房屋。到2005年2月以色列施行拆除自杀爆炸者的家庭房屋的政策。但由于许多巴勒斯坦人单身居住，加上被拆除的房屋的巨大数量和拆除房屋时造成的其它破坏对这个战术越来越有争议。一些家庭及时向以色列军队提供自杀攻击的消息来防止其房屋被拆除，但是这样的家庭面临被巴勒斯坦民族权力机构或者巴勒斯坦武装组织看作叛徒而受惩罚的危险。以色列国防军委员会在研究了这个战术后建议结束这个方式，因为这个政策所获得的成果不足以抵消它在国际造成的以色列的坏形象以及它在巴勒斯坦人造成的反感。
依靠其地面和空中的优势以色列大规模拘捕巴勒斯坦人。在以色列监狱中在任何时候一直始终有约6000名巴勒斯坦人被关押，其中约半数没有经过法庭判决。以色列的关卡分割大多数巴勒斯坦城市以及它们之间的道路。以色列的观点是这些关卡防止武装人员的流动以及限制武器的传播。而巴勒斯坦、以色列和国际观察家和组织则认为这些关卡过分、带有侮辱性，是被占领地区严重恶劣状况的主要原因。根据以色列对其安全状况的估计要通过一个关卡可能需要数小时。巴勒斯坦金属商店和其它被以色列怀疑生产武器的店铺工厂常常被空袭摧毁。军事宵禁的战术常被使用。示剑的宵禁长达100多天，每天居民只有两小时时间可以获取食物或从事其它活动。
虽然这些战术也受到国际谴责，但是以色列坚持它们对于防止恐怖袭击是必须的。《国土报》等发表的报道证明这些措施的有效性。以色列情报组织沙巴克通过及时提供警告和可靠的间谍报告来帮助以色列安全机构防止自杀攻击。
以色列还使用“定点清除”的政策来刺杀武装人员，尤其是其著名领导人。这样的刺杀主要针对对以色列进行进攻计划的人来警告其他人不要步其后尘。国际人权组织和联合国谴责这个政策为非法的处决。其它国家（比如美国）则将它看作对付恐怖主义自卫的合法行为。许多人批评这个政策不顾平民可能受牵连，其支持者则认为这个政策降低平民的伤亡数。以色列因为在市区使用武装直升飞机发射导弹经常导致平民伤亡而被批评。以色列则批评武装组织领导人躲在居民密集的地方，使用无辜平民作为他们的人肉盾牌。

## 国际参与
国际社群始终参与在以巴冲突中，在阿克萨群众起义时期这个参与还有增加。以色列每年从美国获得12亿美元经济资助和18亿美元军事资助，这里还不包括贷款。埃及每年从美国获得20亿美元外助，主要是军事资助，这主要是1978年戴维营协议和埃及与以色列签署的和平条约的结果。巴勒斯坦权力机构每年从美国获得一亿美元经济资助。巴勒斯坦地区是一个主要人道主义援助的接收者。
此外私人组织也越来越多地介入这场冲突，比如支持巴勒斯坦方面的国际团结运动（International Solidarity Movement）和支持以色列方面的美国-以色列公共事务委员会。

## 对奥斯陆协议的影响
从阿克萨群众起义开始，由於巴勒斯坦持續對於使用公共交通的平民進行自杀攻击，使得奥斯陆协议在以色列获得的公众支持越来越小。
2000年5月特拉维夫大学进行的一次民意调查显示：39%的以色列人支持奥斯陆协议，32%的人相信该协议在此后数年中会带来和平。2004年5月的调查显示只有26%的人支持奥斯陆协议，只有18%的人相信奥斯陆协议在此后数年中会带来和平，支持奥斯陆协议的人和相信和平的人响应减少了13%和16%。后来的调查甚至证明80%的以色列人相信以色列国防军在对付阿克萨群众起义中获胜。

## 经济和人身代价
至2004年9月共1,001位以色列人死于巴勒斯坦攻击，6,700人受伤。巴勒斯坦人权监察组织报告说巴勒斯坦社会内部不同政治派别、家族和市区之间的意见分歧和冲突也是日常现象。在阿克萨群众起义期间这个冲突也加强。从1993年至2003年16%的巴勒斯坦平民伤亡是由巴勒斯坦派别或个人导致的。自由之家对2001年至2002年世界政治权利和公民自由的年度调查报道“公民自由因以下因素减少：巴勒斯坦警察枪杀巴勒斯坦平民；巴勒斯坦权力机构对所谓的叛徒的集体审判和处决；民兵对被怀疑为叛徒的人的自行处决；巴勒斯坦官方显然鼓励青少年对抗以色列士兵，让他们冒生命危险。”以色列的经济遭到巨大打击，尤其旅游业剧降。一名以色列商会代表估计这场危机带来的经济破坏达350至450亿美元，而以色列2002年的国民生产总值只有1220亿美元。
从2002年9月29日至2006年7月25日4,099名巴勒斯坦人被杀，30,527人受伤。在加沙地带16平方公里（大多数为农田）被以色列军队铲平，601幢房屋被完全破坏。联合国估计对巴勒斯坦经济带来的破坏在2002年的第一季度就达11亿美元，与此相比巴勒斯坦的年国民生产总值只有45亿美元。42%的加沙地带居民依靠食品救济，18%的加沙地带儿童长期营养不良，85%的加沙地带居民和58%的西岸地区巴勒斯坦生活在贫困线以下。
有人认为55%被杀的巴勒斯坦人是武装人员，其他非武装人员中大多数是武装人员年龄的男子。根据这个数据有300多巴勒斯坦人是自己在行动时被杀。巴勒斯坦人对此不同意。首先当地人和国际救援人员对被杀的武装人员数字的估计均小于上述估计，其次在这个统计中武装人员年龄被划得非常大，它包括所有15岁以上的人。最后按照《国土报》的一个报道这个数字与以色列情报机关的数字也不符合。以色列情报机关估计至2003年8月为止被杀的2,341名巴勒斯坦人中只有551名是武装人员，约23%。不过所有这些数字均很有争议。
2004年8月24日《国土报》基于以色列情报机构沙巴克的数字综合如下：
- 在阿克萨群众起义中1001名以色列人被巴勒斯坦攻击杀害，其中大多数（75%以上）是平民。
- 巴勒斯坦来源称在阿克萨群众起义中2736名巴勒斯坦人被杀。
- 沙巴克有2124名死亡巴勒斯坦人的名字。
- 在这2124人中，1414人（66%）是作战人员（武装人员或“恐怖分子”）。这些人分为以下组织的成员：
  - 466名哈马斯成员
  - 408名法塔赫和阿克萨烈士旅成员
  - 205名巴勒斯坦伊斯兰圣战组织成员
  - 334名阿拉法特的警卫武装-17、巴勒斯坦警察和情报人员

以色列人权组织B'Tselem對約旦河西岸的死亡人數進行統計後，发表自己的统计：2004年2/3被杀的巴勒斯坦人没有参加作战。一些以色列人称巴勒斯坦民族权力機構组织在起义过程中使用电视、广播、祈祷和清真寺的号召呼唤非武装的男子、妇女、儿童和老人将自己放在以色列军队和巴勒斯坦武装人员之间。国际团结运动成员否认这个指责，而称事实上以色列国防军使用巴勒斯坦人作为人肉盾牌，言論似涉及反猶太主義。。